# أوريان ليشنو
أوريان كارولين ماري ليشنو (بالفرنسية: Oréane Caroline Marie Lechenault) هي لاعبة جمباز فني فرنسية ولدت في يوم 31 أغسطس 2000 في باريس. أبرز إنجازاتها هو فوزها بالميدالية البرونزية في بطولة أوروبا 2016.